# Panaque
Панак (Panaque) — рід риб з підродини Hypostominae родини Лорікарієві ряду сомоподібних. Має 7 видів. Наукова назва походить під венесуельського прізвиська цих сомів.

## Опис
Загальна довжина представників цього роду коливається від 7,3 до 43 см. Самці більш стрункі, ніж самиці. Усе тіло вкривають кісткові пластинки, окрім черева. Голова доволі велика, масивна. Очі великі, опуклі з райдужною оболонкою. Рот являє собою потужну присоску. Є 2 пари коротких вусів. Тулуб широкий, сплощений, видовжений у хвостовій частині. Спинний, грудні та хвостовий плавці великі та широкі, добре розвинені. Спинний та грудні плавці наділені потужними шипами. Черевні плавці трохи поступаються грудним плавцям. Жировий плавець крихітний. Анальний плавець маленький.
Забарвлення коливається від синювато-сірого до чорного кольору. Очі можуть бути блакитними. По основному фону проходять чорні, темно-коричневі, платинові, бежево-зеленуваті, білі контрастні смуги.

## Спосіб життя
Є демерсальними рибами. Воліють до прісних, чистих водойм. Зустрічаються у річках із швидкою течією. При цьому є поганими плавцями. Значну частину часу проводять, присмоктавшись до каміння або корчі. Вдень ховаються в укриттях. Активні вночі. Живляться водними безхребетними, дрібною рибою, водоростями та детритом. Пропорції у кожного з видів різняться: одні більше споживаються тваринну їжу, інші навпаки. Полюють на здобич, всмоктуючи її.
Статева зрілість настає у 2,5—3 роки. В період парування у самців з'являються шипики.
Тривалість життя 10—12 років.

## Розповсюдження
Поширені у річках Ориноко, Амазонка, Укаялі, Токантіс, Ессекуібо, Магдалена, Мета, Гуехар та озері Маракайбо (в межах Колумбії, Венесуели, Еквадора, Бразилії та Перу).

## Тримання в акваріумі
Потрібно ємність від 200 літрів. На дно висипається пісок. Облаштовують укриттями у вигляді шматків деревини, корчів, каміння, керамічних труб, квіткових горщиків. Потрібно тримати поодинці, оскільки великі особини часто нападають на менших та молодших.
Необхідна аерація та фільтрація води, бажано забезпечити проточність. Воду в акваріумі міняють не рідше 1 раза на тиждень. Годують живим (мотиль) та рослинним харчем (салатом, кропивою, розмоченим горохом, кабачками, картоплею, огірками). Можуть вживати заморожені харчі. Оптимальною температурою тримання є 24—26 °C, хоча може бути знижена до 22 °C або підвищена до 30 °C.

## Види
- Panaque armbrusteri
- Panaque bathyphilus
- Panaque cochliodon
- Panaque nigrolineatus
- Panaque schaeferi
- Panaque suttonorum
- Panaque titan